# هارفي نيفيل
هارفي نيفيل (بالإنجليزية: Harvey Neville)‏ هو لاعب كرة قدم بريطاني، ولد في 26 يونيو 2002 في مانشستر في المملكة المتحدة.